# Paralephana curvilinea
Paralephana curvilinea là một loài bướm đêm trong họ Noctuidae.